# Evangelische Kirche Nieder-Eschbach

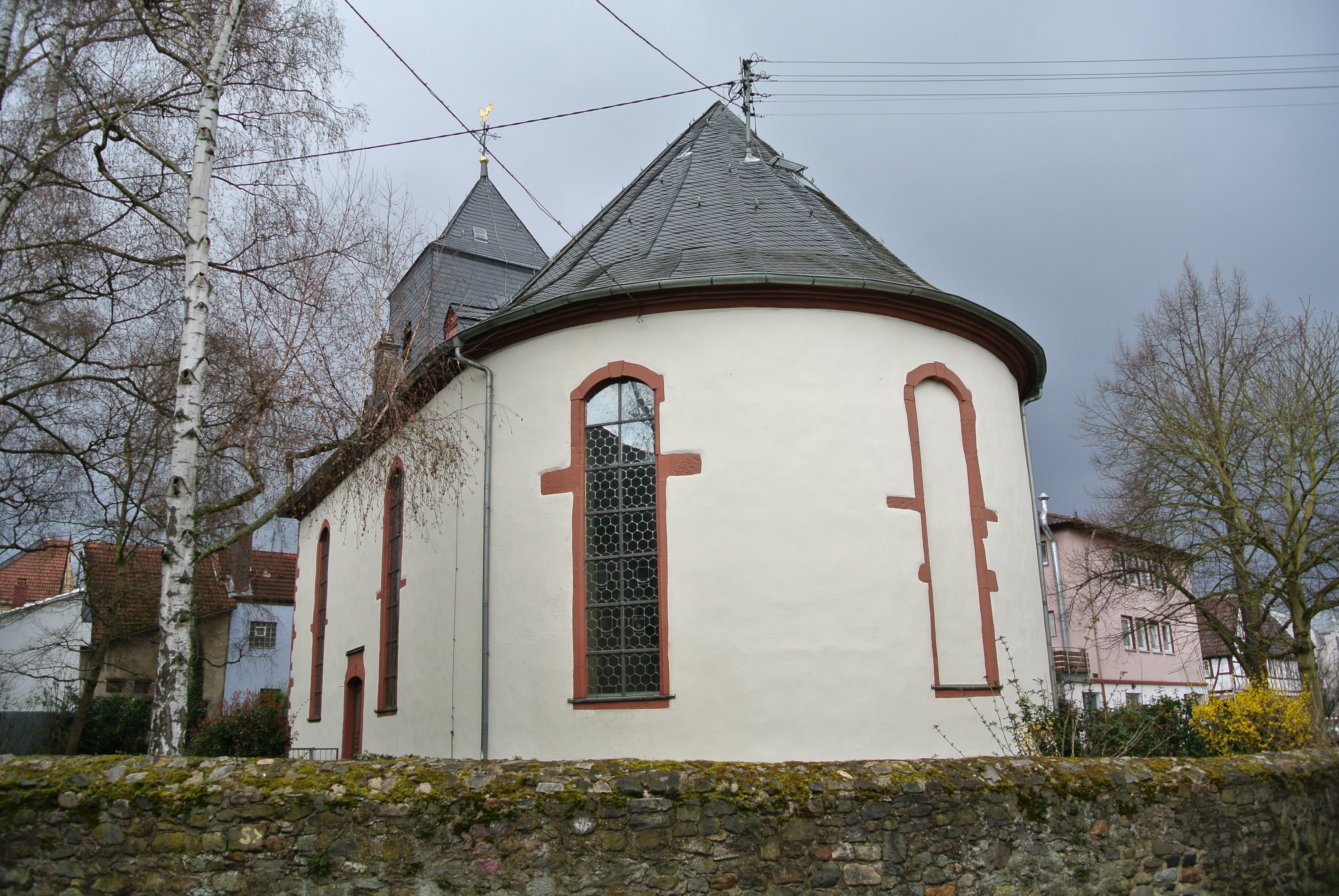
Pfarrkirche Nieder-Eschbach von Osten

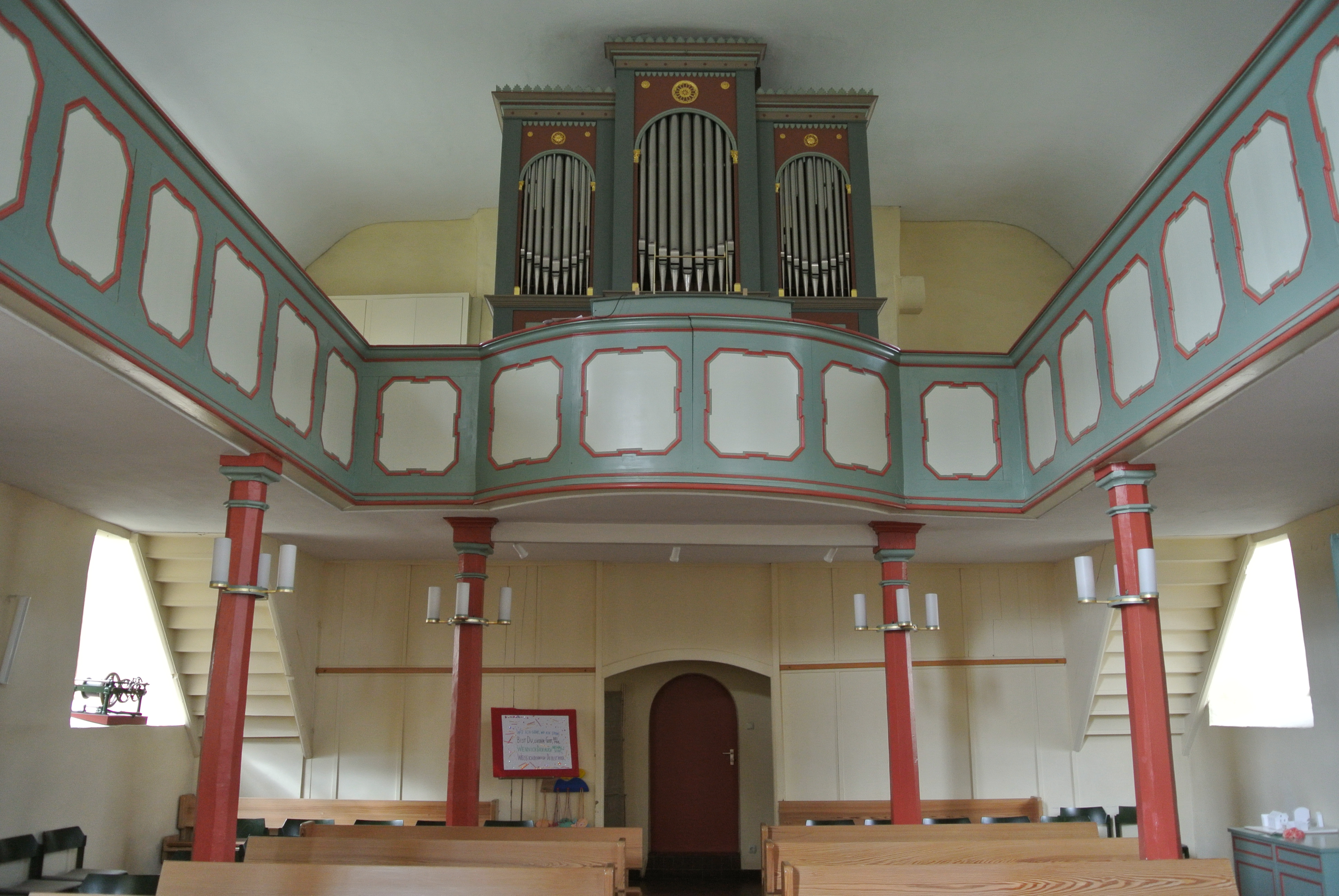
Innenraum mit Orgelempore

Die Evangelische Kirche Nieder-Eschbach ist ein Kirchengebäude im Frankfurter Stadtteil Nieder-Eschbach. Sie ist ein Kulturdenkmal nach dem Hessischen Denkmalschutzgesetz.

## Vorgeschichte
Eine Kirche wurde in Nieder-Eschbach erstmals 774 erwähnt sowie in den Jahren 1397 und 1487. In der Zeit von Graf Ludwig zu Stolberg wurden die Nieder-Eschbacher lutherisch und 1578 unter Philipp Ludwig II. von Hanau-Münzenberg reformiert. Da die Kirche baufällig war, wurde sie 1617 bis auf den Turm abgerissen, der höher als der heutige Turm war. In der Zeit von 1617 bis 1618 errichtete man nach Entwurf von Konrad Rossbach eine barocke Saalkirche. Sie wurde im Dreißigjährigen Krieg beschädigt und 1654 bis 1655 wiederhergestellt.

## Beschreibung
Die Kirche liegt im Ortskern zwischen Deuil-La-Barre-Straße und Glockengasse. Sie war bis 1819 von einem Friedhof umgeben, der zur Grünanlage umgestaltet wurde. Der hell verputzte Bau ist gekennzeichnet durch die halbrunde Chorwand im Osten und den gedrungenen Turm im Westen. Das Zeltdach von 1772 betont die klare Gebäudeform. Die schmalen hohen Fenster greifen die spätgotische Form der Maßwerkfenster des Turms auf. Der Eingang befindet sich mittig auf der Nordseite.
Der Innenraum wurde 1747 und 1765 bis 1766 von Christian Ludwig Hermann umgestaltet. Der Altar wurde in den Chorraum versetzt und eine auf drei Seiten umlaufende Empore aus Holz eingebaut. Eine Kanzel, deren Schalldeckel mit barocken Blattornamenten und einem Kreuz versehen ist, stiftete ein Frankfurter Bürger. Sie wurde 1853 mittig hinter den Altar versetzt. Die 1866 eingebauten Buntglasfenster ersetzte man 1934. In den 1950er Jahren wurde das im Zweiten Weltkrieg beschädigte Gebäude wiederhergestellt. Ein Altar aus Odenwälder Buntsandstein ersetzte den früheren Holzaltar. Ende der 1950er Jahre erhielt die Kirche ein Holzkreuz mit dem segnenden Christus. Die letzte Renovierung war im Jahr 2000.
Die Orgel wurde 1892 von Heinrich Bechstein aus Groß-Umstadt gefertigt. Das 16 Register und zwei Manuale umfassende Instrument wurde 1984 von Werner Bosch Orgelbau grundlegend überholt. Die Glocken stammen von Dilman Schmid (g1, 1686 in Aßlar, seit dem 20. Jahrhundert als Tausch aus Nieder-Wöllstadt gegen eine Glocke von 1764), Nikolaus Göbel (b1, 1571 in Frankfurt) sowie der Glocken- und Kunstgießerei Rincker (c2, 1949 in Sinn). Sie erklingen im Te Deum-Motiv.

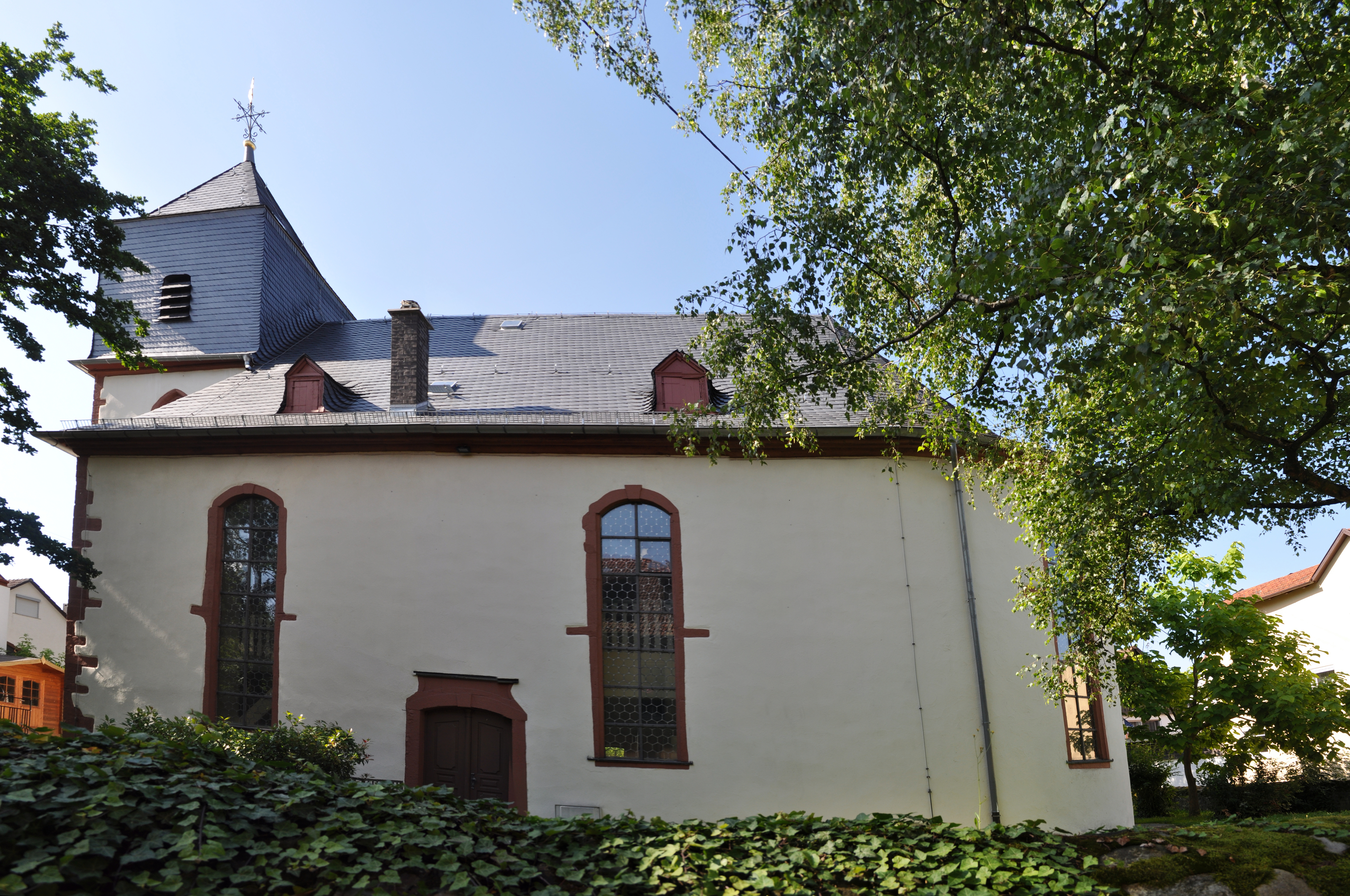
Südansicht
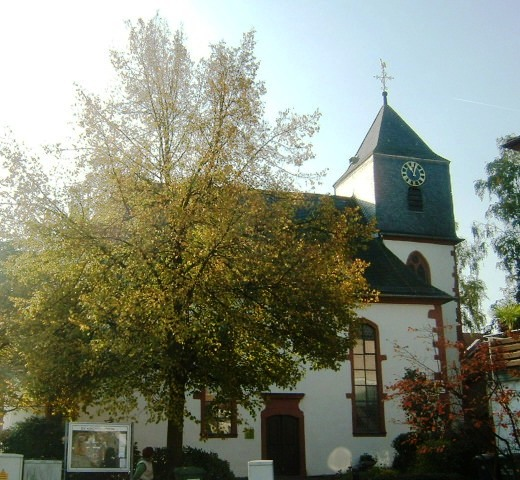
Nordansicht
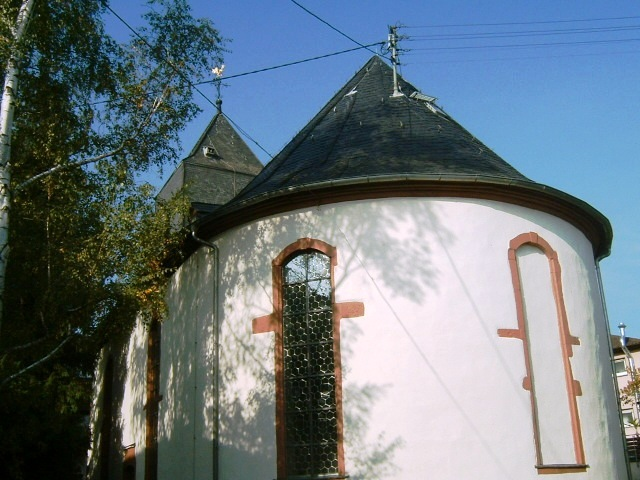
Ostansicht
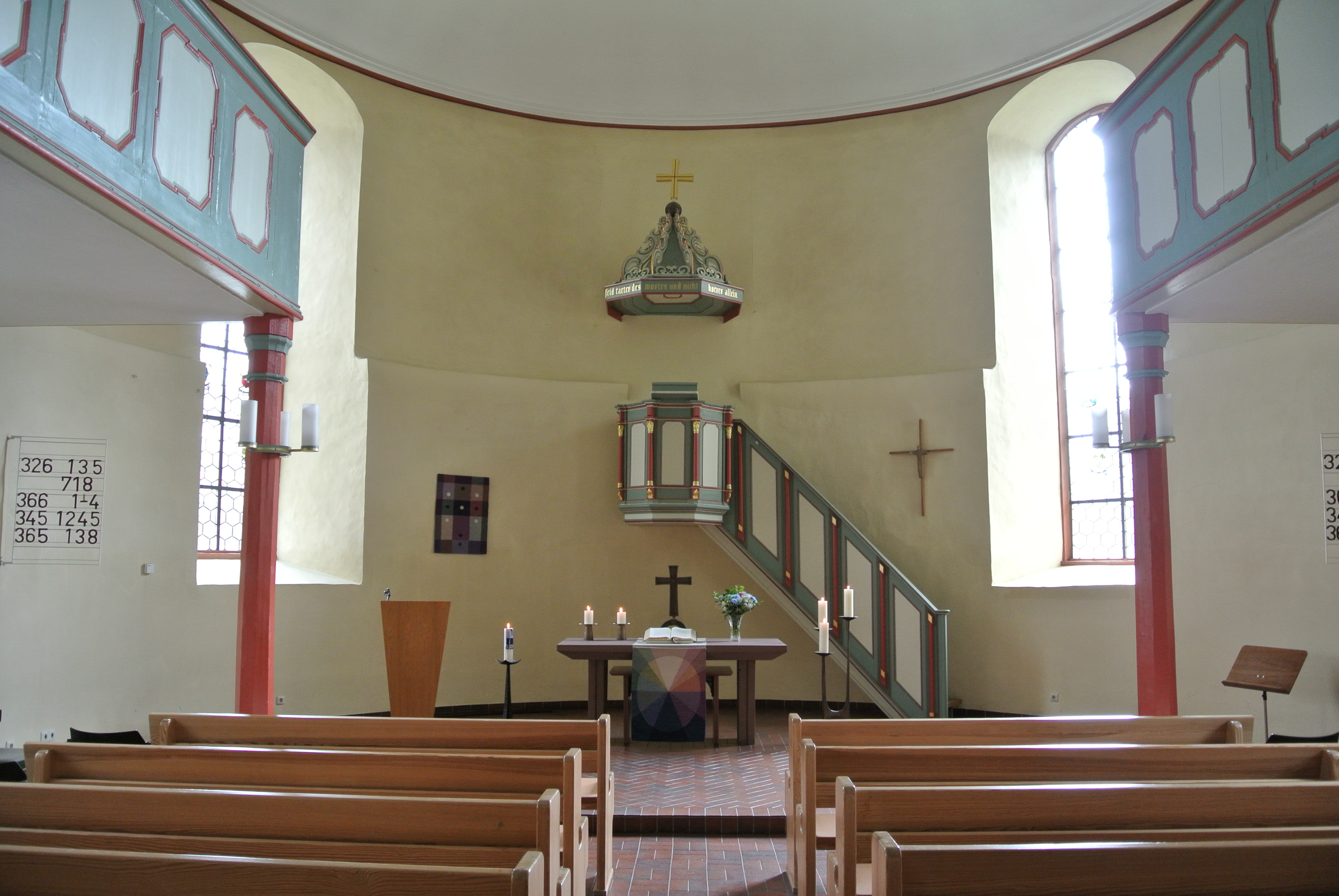
Innenraum mit Altar